# Франсино Френсис
Франсино Руссо Френсис (англ. Francino Rousseu Francis; нар. 18 січня 1987, Кінгстон, Ямайка) — ямайський та англійський футболіст, захисник та граючий головний тренер клубу Регіонального чемпіонату Західного Мідленда «Вулвергемптон Спортінг».

## Клубна кар'єра

### «Сток Сіті»
Народився в столиці Ямайки, місті Кінгстон. Але футболом розпочав займатися в скромному англійському клубі «Тамворт». У 2004 році перейшов до «Сток Сіті». Проявити себе в клубі не зміг, грав за молодіжну або резервну команду, а по завершенні сезону отримав статус вільного агента.

### «Вотфорд»
У липні 2005 року перейшов до академії «Вотфорда». Ще під час навчання в академії, 20 вересня 2005 року дебютував на професіональному рівні в поєдинку Кубку ліги проти «Вулвергемптон Вондерерз», а також виходив на поле з лави запасних у матчах проти «Лідс Юнайтед» та «Віган Атлетік». Того ж сезону ще двічі потрапляв до заяки на матч, а «Вотфорд» виграв фінал плей-оф Чемпіоншипу проти «Лід Юнайтед» на стадіоні Мілленіум та виборов путівку до Прем'єр-ліги.
У лютому 2006 року його відправили в оренду набиратися досвіду в «Кіддермінстер Гарріерз». У складі «Гарріерз» зіграв 6 матчів у чемпіонаті, в тому числі й 3 — зі стартового складу, після чого повернувся на Вікерейдж Роуд. Протягом сезону не зміг справити хороше враження на головного тренера Ейді Бутройда, тому його контракт з «Вотфордом» продовжено не було.

### «Гейлсовін Таун»
Після цього приєднався до «Гейлсовін Таун», але 15 січня 2008 року головний тренер Морелл Мейсон ініціював припинення співпраці.

### «Вілленголл Таун»
Потім перейшов до представника Південного Дивізіону один Мідландса «Вілленголл Таун».

### «Барвелл»
Франсино приєднався до «Барвелла» 2008 року, де спочатку використовувався як нападник. Однак, коли клуб стикався з нестачею захисників, головний Маркус Лоу попросив Френсіса зіграти в центрі захисту, після травми основного центрального захисника, Френсис почав грати на вище вказаній позиції. Продовжував грати в центрі захисту й протягом трьох сезонів, проведених у команді, провів 150 матчів у чемпіонаті та відзначився 30-ма голами.

### «Тамворт»
16 червня 2011 року підписав контрак з «Тамвортом», який тренував знайомий Франсино по спільній роботі в «Барвеллі» Маркус Лоу.
У сезоні 2012/13 років Френсис став першою жертвою перебудови а «Тамворті», 9 травня 2012 року став вільним агентом.

### «Геднесфорд Таун»
28 липня 2012 року зіграв у передсезонному товариському матчі проти «Тамворта», в якому справив хороше враження й підписав з клубом контракт.

### Повернення в «Барвелл»
У грудні 2014 року, після відходу з «Геднесфорд Таун», повернувся в «Барвелл».

### «Вулвергемптон Спортінг»
26 вересня 2019 року Френсиса призначили головним тренером клубу Вищого дивізіону ліги Західного Мідленду (регіональний чемпіонат) «Вулвергемптон Спортінг».